# Praia da Barra do Itariri
Praia da Barra do Itariri é uma praia e vila de pescadores baiana situada no município de Conde. Localizada a 168 quilômetros de Salvador, é marcada foi pela foz do rio Itariri e pela gravação do filme Tieta do Agreste, baseado na obra homônima de Jorge Amado.